# Graefe-Zeichen
Das Graefe-Zeichen (auch von-Graefe-Zeichen und Graefesches Zeichen) ist ein klinisches Zeichen der endokrinen Orbitopathie (Morbus Basedow). Dabei bleibt das Oberlid typischerweise beim Absenken des Blickes zurück, so dass sich beim Exophthalmus der oberhalb der Hornhaut sichtbare Teil der Lederhaut vergrößert.
Das Graefe-Zeichen ist zu Ehren des deutschen Augenheilkundlers Albrecht von Graefe benannt, der es selbst 1864 beobachtet hatte.
Weitere klinische Zeichen der endokrinen Orbithopathie sind das Dalrymple-Zeichen, das Stellwag-Zeichen, das Möbius-Zeichen und das Kocher-Zeichen.

## Originalbeschreibung
- A. F. W. E. von Graefe: Über Basedow'sche Krankheit. In: Deutsche Klinik. Bd. 16, 1864, ZDB-ID 517273-1, S. 158–159.